# Microrégion de Patos
La microrégion de Patos est l'une des huit microrégions qui subdivisent le sertão de l'État de la Paraíba au Brésil.
Elle comporte 9 municipalités qui regroupaient 124 018 habitants en 2006 pour une superficie totale de 2 484 km².

## Municipalités[1]
- Areia de Baraúnas
- Cacimba de Areia
- Mãe d'Água
- Passagem
- Patos
- Quixaba
- Santa Teresinha
- São José de Espinharas
- São José do Bonfim